# Krbela Mala
Krbela Mala je nenaseljeni otočić u hrvatskom dijelu Jadranskog mora.
Njegova površina iznosi 0,046 km². Dužina obalne crte iznosi 1,09 km.